# Balle passée
Au baseball, une balle passée (en anglais passed ball) est une action commise involontairement par un receveur qui est incapable de saisir un tir de son lanceur, et qui permet donc à un ou plusieurs coureurs de l'équipe adverse d'avancer sur les sentiers. 
Une balle passée est débitée au receveur lorsque celui-ci n'a pu maîtriser une balle qu'il aurait dû attraper ; par conséquent, cette statistique est différente du mauvais lancer, qui est quant à lui débité au lanceur. Les deux situations peuvent être confondues. C'est le marqueur officiel qui tranche généralement entre le terme à utiliser pour décrire ce jeu.
Bien que, techniquement, une balle passée soit une erreur de la défensive, elle n'est pas comptée comme une erreur dans les statistiques du match.
Lorsqu'un coureur marque un point en vertu d'une balle passée, un point non-mérité est porté à la fiche du lanceur.
Un coureur qui avance d'un but lors d'une balle passée n'est pas crédité d'un but volé, à moins qu'il ne tente d'avancer de plus d'un but, ou que le receveur ait le temps d'effectuer un relais pour tenter de le retirer avant qu'il n'atteigne la base.
Un frappeur peut avancer au premier but même s'il est retiré au bâton lorsqu'il y a balle passée. Par exemple, s'il sans toucher la balle pour une troisième prise, ou si le receveur échappe le tir que l'arbitre au marbre vient d'appeler comme prise, il peut courir jusqu'au premier coussin. S'il y est sauf, il sera sur les sentiers malgré tout et la manche se poursuivra sans que le retrait soit enregistré contre l'équipe à l'attaque, provoquant un jeu appelé « troisième prise non attrapée ».
À l'instar du mauvais lancer, les balles passées peuvent être plus fréquentes dans un match impliquant un lanceur de balle papillon, lancer rare à la trajectoire notoirement imprévisible. Pour en réduire l'incidence, les lanceurs de balle papillon ont généralement un receveur attitré qui est plus à l'aise avec ce genre de lancer et qui utilise parfois un gant de baseball spécial, mais règlementaire, s'apparentant à un gant de joueur de premier but ou à un gant de softball.

## Records de la Ligue majeure de baseball

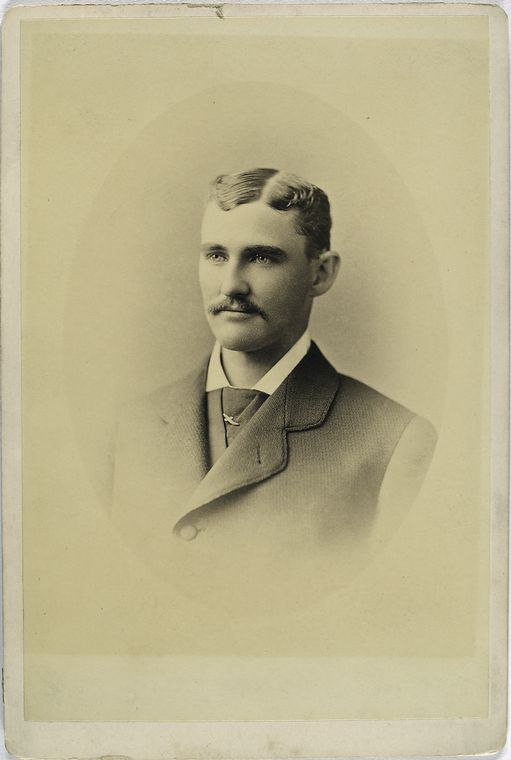
Pop Snyder, receveur du XIXe siècle qui a commis le plus de balles passées dans l'histoire des Ligues majeures de baseball.

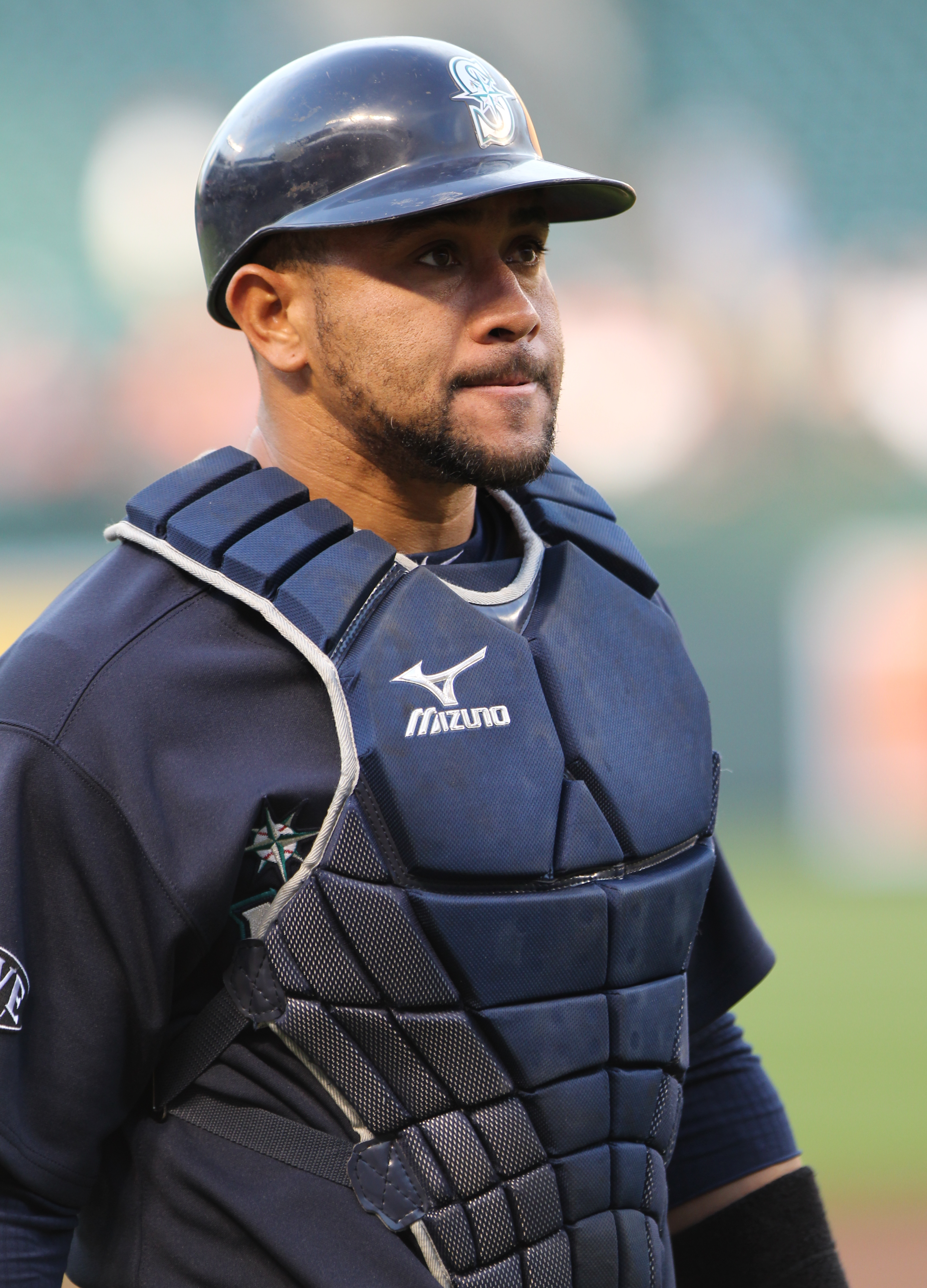
Miguel Olivo, meneur pour les balles passées parmi les joueurs actifs en 2013 dans la MLB.

| Rang | Receveur       | Nombre | Saisons   |
| ---- | -------------- | ------ | --------- |
| 1    | Pop Snyder     | 763    | 1873-1891 |
| 2    | Silver Flint   | 639    | 1875-1889 |
| 3    | Doc Bushong    | 553    | 1884-1912 |
| 4    | Deacon White   | 505    | 1871-1890 |
| 5    | Deacon McGuire | 500    | 1875-1890 |

| Rang | Receveur        | Nombre | Saisons   |
| ---- | --------------- | ------ | --------- |
| 48   | Lance Parrish   | 192    | 1977-1995 |
| 51   | Ted Simmons     | 182    | 1968-1988 |
| 62   | Benito Santiago | 157    | 1986-2005 |
| 73   | Jorge Posada    | 142    | 1995-2011 |
| 80   | Gus Triandos    | 138    | 1953-1965 |

| Rang | Receveur     | Équipe                    | Nombre | Saison |
| ---- | ------------ | ------------------------- | ------ | ------ |
| 1    | Rudy Kemmler | Buckeyes de Columbus (en) | 114    | 1883   |
| 2    | Chris Fulmer | Orioles de Baltimore      | 113    | 1886   |
| 3    | Ed Whiting   | Orioles de Baltimore      | 105    | 1882   |
| 4    | Pop Snyder   | Red Stockings de Boston   | 99     | 1881   |
| 4    | Mike Hines   | Beaneaters de Boston      | 99     | 1883   |

| Rang | Receveur      | Équipe                   | Nombre | Saison |
| ---- | ------------- | ------------------------ | ------ | ------ |
| 203  | Geno Petralli | Rangers du Texas         | 35     | 1987   |
| 221  | J. C. Martin  | White Sox de Chicago     | 33     | 1965   |
| 251  | Gus Triandos  | Orioles de Baltimore     | 28     | 1959   |
| 251  | Ted Simmons   | Cardinals de Saint-Louis | 28     | 1975   |
| 251  | Earl Williams | Braves d'Atlanta         | 28     | 1972   |

| Rang | Receveur         | Nombre | Première saison |
| ---- | ---------------- | ------ | --------------- |
| 1    | Miguel Olivo     | 99     | 2002            |
| 2    | A. J. Pierzynski | 81     | 1998            |
| 3    | Ramón Hernández  | 78     | 1999            |
| 4    | Rod Barajas      | 54     | 1999            |
| 4    | Yadier Molina    | 54     | 2004            |